# Albykistan

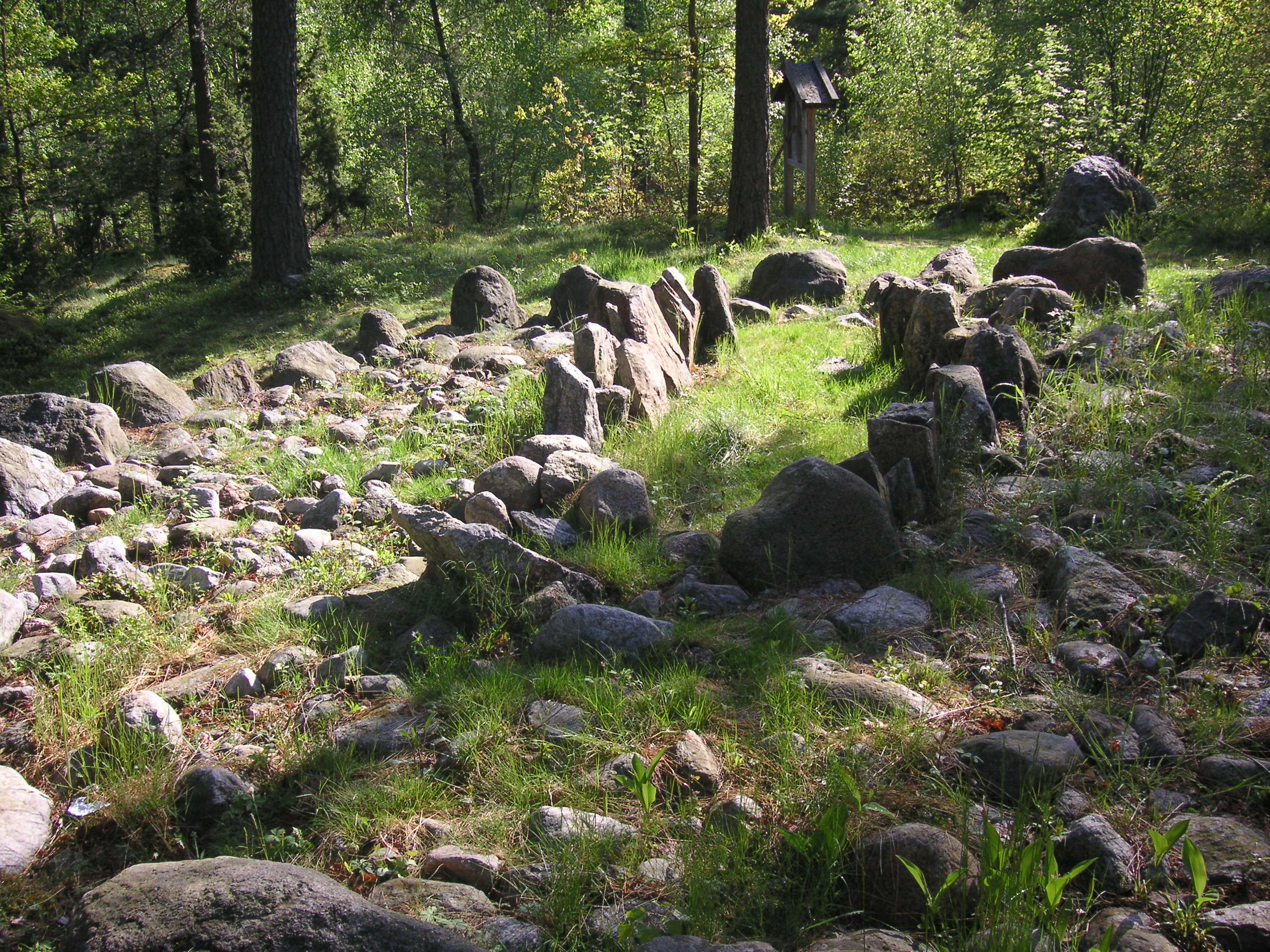
Albykistan i maj 2008.

Albykistan är rekonstruktionen av en hällkista i Alby i Botkyrka kommun, söder om Stockholm. En hällkista är en gravtyp från yngre stenåldern som är mycket ovanlig i  Mälarlandskapen. Det finns endast sju kända hällkistor i Stockholms län. Albykistan har daterats till ungefär år 1800 f. Kr. och är ett fornminne med RAÄ-nummer Botkyrka 449:1.

## Beskrivning

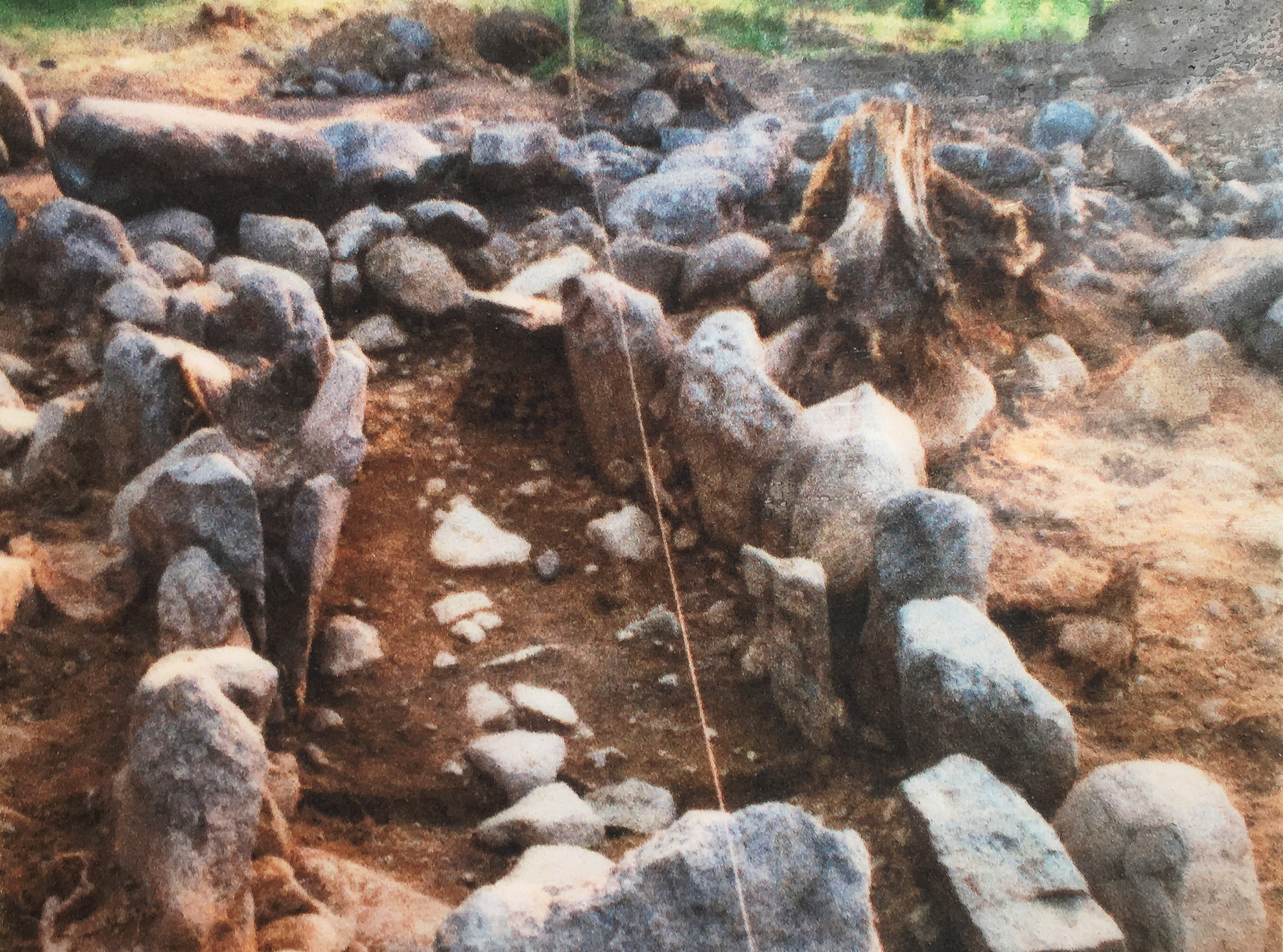
Från utgrävningen 1999.

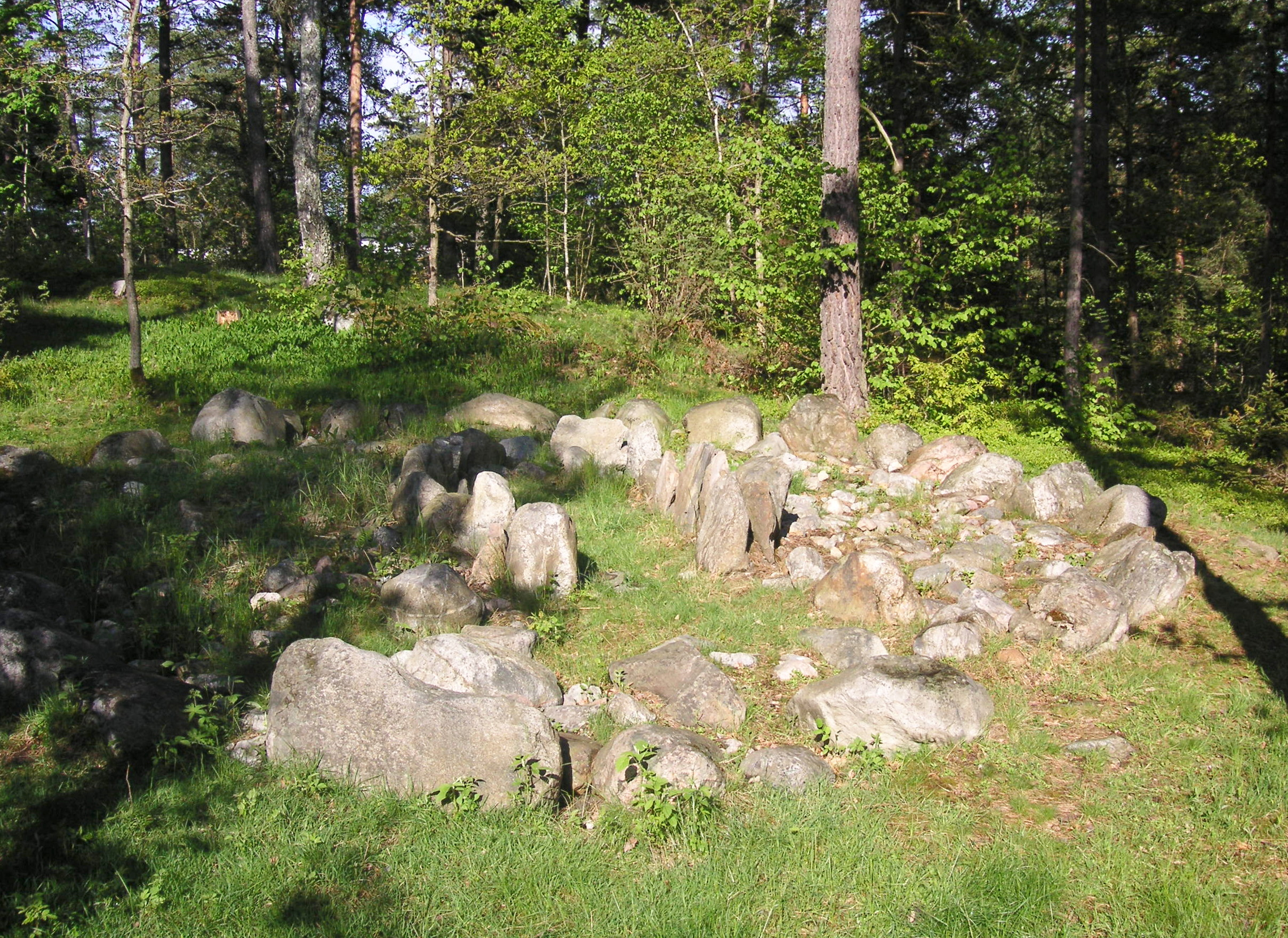
Albykistan i maj 2008.

Hällkistan är uppbyggd av platta stenhällar som placerats på högkant. På hällarna kan det ha funnits ett tak av stenhällar eller trädstammar. Albykistan var omkring fyra meter lång och två meter bred. Här hade flera människor begravts. Minst en av dem hade begravts utan att först kremeras. Benen efter en av de kremerade hade placerats i ett lerkärl. Överst i gravfyllningen låg brända ben efter ett litet barn. Hällkistan innehöll offergåvor i form av flintföremål såsom pilspetsar, skrapor och avslagen flinta. Fyra C14-dateringar gjordes som i princip bekräftade att Albykistan är från ungefär 1800 f Kr med en felmarginal på några hundra år.
Vid slutet av stenåldern var vattennivån i Mellansverige på grund av landhöjningen cirka 20 meter högre än idag och området mellan Fittja och Alby var ett skärgårdslandskap. År 1999 undersöktes Albykistan av Stockholms läns museum på sin ursprungliga plats som låg cirka 400 meter längre mot nordväst. Sedan rekonstruerades hällkistan på dess nuvarande plats.
Albykistan är belägen intill Hågelbyleden. Strax norr om graven leder en cirka 70 meter lång del av den forntida Tingsvägen som förde till tingsplatsen Swarta lööth, Svartlöten, i närheten av Alby. Sedermera blev den gamla tingsvägen en del av Göta landsväg.